# 阿弗罗
阿弗罗（英语：Avro）是一家成立于1910年的英国飞机制造商，这家公司在两次世界大战以及冷战中为英国皇家空军制造过许多著名的军用飞机，1963年霍克·西德利公司（Hawker Siddeley）将其并购后这个品牌不复存在。由阿弗罗所设计、生产的著名飞机包括曼彻斯特轰炸机、蘭開斯特轟炸機等。

## 创立
1910年1月1日，Alliot Verdon Roe與其兄弟H.V.Roe於曼徹斯特的Brownsfield Mills創立了A. V. Roe & Co。在此之前，A.V.Roe曾經與J.A.Prestwich（JAP引擎公司的創始人）有過一段短暫的合夥歷史。在其1908年6月8日達到第一次被認可的飛行之前，A.V.Roe曾經使用其製造的Roe I雙翼機在Brooklands於1907年間作過幾次短暫的飛行。1909年7月，他試飛了著名的Triplane I。1912年設計了世界上第一架全封閉單翼飛機。

## 一戰期間
在此期間，公司生產了第一次世界大戰中成為傳奇的504系列，504成為英國皇家空軍的標準教練機，其生產時間跨度長達20年，總共生產了8,340架。公司在Miles Platting、Failsworth、Hamble-le-Rice與紐頓希夫建立了新工廠。

## 戰間和平時間
在兩次世界大戰之間的和平時間，公司不得不生產玩具和運動器材以維持飛機製造。但在此条件下，公司还是制造了35种不同的机型，这些机型从流行的飞行俱乐部用机534 Baby及Avian轻型飞机到替换504型（用于皇家空军教练机）的Tutor，以及優雅的雙引擎單翼飛機Anson，這些飛機大約生產了11,000架。
1924年11月，公司向空軍部借來做為飛行測試的位於曼徹斯特Alexandra Park機場的場地租約到期。A.V.Roe在New Hall farm at Woodford in the Cheshire countryside購買了一塊地，開始了在woodford進行航空器製造，並延續至今。
1928年，A.V.Roe將自己的股份出售給J. D. Siddcley of Sir W. G. Armstrong Whitworth Aircraft。並成立了Saunders-Roe Ltd.。
1935年，Avro成為Hawker Siddeley Aircraft Group的創始成員。公司全部搬遷至Woodford和曼徹斯特以北Chadderton的一個新的大工廠。同時
還在Yeadon設立了一個新的“影子”工廠。

## 二戰期間
二戰催生了蘭開斯特轟炸機，它對二戰的貢獻可以從以下數字估計出來，首先在它1942年投入現役以後皇家空軍投彈量的2/3都是由它完成的，其次，二戰期間共生產了7366架蘭開斯特轟炸機。
蘭開斯特轟炸機的放大版本——林肯，於1945年6月9日首飛。

## 戰後
當和平再次來到，為服務於商業運輸飛行，Avro開發了York, Tudor和Lancastrian，所有這些都基於蘭開斯特轟炸機。緊接著的是Shackleton一架水上偵察機，使用了Tudor和Lincoln的部件。以及令人敬畏的4引擎vulcan，第一架使用三角翼佈局的噴氣轟炸機。Vulcan安有4台20,000lb推力的Olympus turbojet，Vulcan於1952年8月30日首飛，並成為打擊司令部（Strike Command）的支柱。
公司製造了5架Avro 707研究機，用於測試三角翼的行為，特別是在低速時。
公司生產的748中程客機成為了最暢銷的英國客機之一，也是最後冠名為Avro的機型。
公司於1963年完全合併到Hawker Siddeley Aviation，並失去了Avro這一身份。
1993年英國航太於woodford的一個新部門又復活了這個名字。

### 延伸阅读
- Baldwin, Nick. A-Z of Cars of the 1920s. Bideford, Devon, England: Bay View Books, 1998. ISBN 1-901432-09-2.
- Campagna, Palmiro.  Requiem For a Giant:  A.V. Roe Canada and the Avro Arrow. Toronto, Ontario; Oxford, England:  Dundurn Press, 2003. ISBN 1-55002-438-8
- Harlin, E.A. and G.A. Jenks.  Avro: An Aircraft Album. Shepperton, Middlesex, UK: Ian Allan, 1973. ISBN 978-0-7110-0342-2.
- Holmes, Harry. Avro: The History of an Aircraft Company. Wiltshire, UK: Crowood Press, 2004. ISBN 1-86126-651-0.
- Jackson, Aubrey J. Avro Aircraft since 1908. London, England: Putnam, 1965. ISBN 0-85177-797-X.
- Molson, Ken M. and Harold A. Taylor.  Canadian Aircraft since 1909.  Toronto, Ontario: Putnam, 1982. ISBN 0-09-200211-0.
- Wood, Derek. Project Cancelled: British Aircraft That Never Flew. New York, NY: The Bobbs-Merrill Company, Inc., 1975. ISBN 0-672-52166-0.